# الحنتول (عبس)

تعديل مصدري - تعديل

الحنتول هي إحدى قرى عزلة بني عضابي بمديرية عبس التابعة لمحافظة حجة، بلغ تعداد سكانها 138 نسمة حسب تعداد اليمن لعام 2004.